# Series Byzantina
Series Byzantina. Studies on Byzantine and Postbyzantine Art – rocznik poświęcony sztuce bizantyńskiej i postbizantyńskiej, wydawany od roku 2003 (do roku 2024 ukazały się dwadzieścia dwa tomy). Pomysł wydawania czasopisma naukowego został zaprezentowany na łamach strony internetowej, prowadzonej przez Walerego Bułhakowa z Kijowa. Wydawcą jest Uniwersytet Ostrawski we współpracy z Polskim Instytutem Studiów nad Sztuką Świata oraz Uniwersytetem Kardynała Stefana Wyszyńskiego. Pismo zawiera artykuły naukowe publikowane w językach kongresowych, dotyczące szeroko pojmowanej sztuki, wyrosłej z tradycji Bizancjum i Kościoła Wschodniego. Redaktorzy: Waldemar Deluga, Angelika Brzostowska-Pociecha i Anatole Upart. Od roku 2018 funkcjonuje strona internetowa rocznika, w której pojawiają się archiwalne tomy. Zaś w sekcji Miscelanea publikowane są materiały z dyskusji, konferencji naukowych, teksty redagowane w językach słowiańskich (polski, ukraiński, czeski). W marcu 2022 roku zaprezentowana została sekcja Ukrainica, w której publikowane są artykuły dotyczące sztuki ukraińskiej w wersjach oryginalnych i tłumaczeniu na język angielski. Prace prowadzone są wspólnie z University of Kent.